# Салфур Спрингс (Тексас)
Салфур Спрингс (енгл. Sulphur Springs) град је у америчкој савезној држави Тексас. По попису становништва из 2010. у њему је живело 15.449 становника.

## Демографија
Према попису становништва из 2010. у граду је живело 15.449 становника, што је 898 (6,2%) становника више него 2000. године.
| Група             | 2000.          | 2010.          |
| Белци             | 11.031 (75,8%) | 10.574 (68,4%) |
| Афроамериканци    | 2.076 (14,3%)  | 1.962 (12,7%)  |
| Азијати           | 58 (0,4%)      | 81 (0,5%)      |
| Хиспаноамериканци | 1.191 (8,2%)   | 2.460 (15,9%)  |
| Укупно            | 14.551         | 15.449         |